# Neoscraptia testacea
Neoscraptia testacea är en skalbaggsart som beskrevs av Kenneth Fender 1946. Neoscraptia testacea ingår i släktet Neoscraptia och familjen ristbaggar. Inga underarter finns listade i Catalogue of Life.